# 朱氏隱姬花天牛
朱氏隱姬花天牛（学名：Pidonia chui），為天牛科姬花天牛屬下的一種，為台灣特有種，分布於台灣南投松泉崗至花蓮大禹嶺（大禹嶺為模式產地）一帶。其種名是來自已故台灣昆蟲學家朱耀沂。
外表與同亞屬的其他種相似（翅鞘多呈黑褐或深褐色，雄蟲兩邊具白色或黃褐色的圓弧狀斑紋；雌蟲則兩側各有兩個白色或黃褐色的弦月狀斑紋），但觸角較短（雄蟲只達到翅鞘末端，雌蟲更僅達到翅鞘上弦月紋下緣），體長約 56 至 78 毫米。成蟲屬日行性，於 5 至 7 月間活動，多生活於針葉混合林林緣的陰暗處，食花蜜（已知包括新高山莢蒾和小葉莢蒾的花），分布於海拔 2500 公尺左右的山區。